# Balkars
Els balkars són un grup ètnic de la república dels Kabardins i dels Balkars, a Rússia, de llengua turquesa però d'etnogènesi incerta, que formen el 10% de la població de la república (uns 80.000 balkars al voltant de 786.000 habitants, els kabardins són uns 400.000 i els russos la resta). Estan emparentats amb els karatxais (uns 150.000 a la república dels Karatxais i dels Txerkessos, on aquests darrers, parents dels kabardins, només són uns 50.000). L'atur entre els balkars arriba fins a més del 80% en algunes àrees.
L'origen dels balkars és discutit; algun etnòlegs pensen que deriven d'una barreja entre els alans occidentals (o ossets occidentals) i els kiptxaks emigrats a la regió el segle xiv, mentre d'altres pensen que són una branca dels tàtars de Crimea que es van establir a les muntanyes al segle xvi. El cert és que els balkars foren anomenats fins al 1920 com a tàtars muntanyesos o caucasians turcs (ja que la seva llengua, i la dels karatxais, és del grup turc). Van estar dominats pels kabardins i foren conquerits pels russos el 1827.
El 1918 es va crear un okrug o districte autònom balkar que va durar fins al gener de 1922. El 6 de gener de 1922 fou creada la regió autònoma de Balkària dins la república Muntanyenca (Gorskaia). El 16 de gener següent la regió fou unida a la regió autònoma de Kabardina, per formar la regió autònoma Kabardina-Balkària elevada a República Socialista Soviètica autònoma el 5 de desembre de 1936.
Els balkars van ser per tant units administrativament als kabardins el 1922 per la política de Josef Stalin que volia fer conviure pobles circassians (com els kabardins i els txerkessos) amb pobles turquesos com els balkars i els karatxais.
El 1943 els balkars, junt amb els karatxais, txetxens i ingúixos van ser expulsats dels seus territoris i deportats a l'Àsia central soviètica, acusats de col·laborar amb els nazis (que havien ocupat la regió autònoma dels karatxais l'agost del 1942, i Nalčik l'octubre del mateix any). La regió autònoma dels karatxais fou suprimida ofocialment per decret de 25 de juny de 1946, i incorporada a Stavropol, Krasnodar, Geòrgia (la vall de Baksan) i al districte autònom dels txerkessos, mentre que la República Autònoma dels Kabardins i dels Balkars fou reanomenada només República autònoma dels Kabardins.
Un decret del 9 de gener de 1957 va restablir l'autonomia balkar i la república va recuperar el nom de República Autònoma dels Kabardins i dels Balkars i el 1965 els balkars i els altres pobles deportats, foren rehabilitats de l'acusació de col·laboració, tot seguint la nova política de Nikita Khrutxev, i se'ls va permetre el retorn al Caucas. No obstant les fronteres interiors de la república es van modificar i quatre pobles balkars van passar a jurisdicció dels Kabardins. Mentre l'antiga regió autònoma dels Karatxais fou incorporada a la república dels Karatxais i Txerkessos engrandida amb aquesta zona.
Els anys setanta del segle xx, es va crear la fàbrica de tractament de wolframi de Tyrnauz que va millorar la sort dels balkars, que fins llavor no tenien llocs de treball i la terra fèrtil era minse. Trenta mil obrers van arribar a treballar a la fabrica, encara que bona part kabardins.

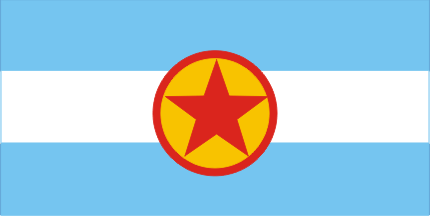
Bandera usada pels balkars el 1991, 1992 i 1993

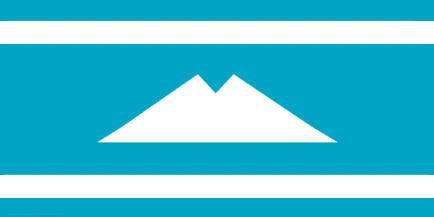
Bandera del Congrés Nacional Balkar, adoptada a la 3ª sessió del CNB el 19 de juny de 1993, dissenyada per I. Zhankushiev; les muntanyes simbolitzen el Mont Elbrus i el blau és el color dels pobles turquesos

El 1991 la República russa va adoptar una llei per rehabilitar als pobles oprimits. Els karatxais van demanar autonomia i Borís Ieltsin va presentar un projecte de llei per establir la República autònoma dels karatxais dins Rússia, però els txerkessos s'hi van oposar i un referèndum el març del 1992 va rebutjar la iniciativa. Per la seva part els balkars van constituir el març de 1991 un Congrés Nacional Balkar que el novembre va demanar una regió autònoma sempre dins de Rússia, però tot i així el Soviet Suprem de la República va rebutjar les peticions dels balkars. El 16 de novembre de 1991 els diputats balkars van deixar l'assemblea suprema en protesta i el 17 de novembre de 1991 el Consell Nacional va fer un congrés que va decidir crear una república balkar separada. Aquesta decisió, però causes molt complexes, va rebre el suport del Soviet suprem; els balkars van fer boicot a les eleccions presidencials de la república dels Kabardins i Balkars del 22 de desembre de 1991 i uns dies després un referèndum va aprovar l'establiment de la República dels balkars.
El gener del 1992 el Congrés Popular Kabardí va anunciar que establia la seva pròpia república dirigida pel president Valerii Koslov que en aquell moment s'enfrontava a l'aparell dins la república, però Kokov va rebutjar els resultats del referèndum com inconstitucionals. A la tardor del 1992, quan les forces de la república kabardina van voler ocupar el Soviet Suprem, oposat al govern de la república, les forces russes van intervenir i van fer fracassar l'intent. La situació va acabar amb els membres dissidents obtenint càrrecs dins la "nomenklatura" i el president del Soviet Suprem, Yuri Kalmykov (que era balkar) fou nomenat ministre de justícia de Rússia. Es va restablir la unió de les dues repúbliques.
El 1996 el Congrés Nacional Balkar, organització establerta pel Consell Nacional, havia posat al seu front al tinent general retirat Supyan (o Sufyan) Beppaev, ex comandant del districte militar de Transcaucàsia. El novembre d'aquell any es van sotmetre dues opcions al Congrés: exigir el retorn dels quatre districtes que havien passat als kabardins el 1957 i crear el lloc de vicepresident de la república per un balkar, o bé la creació d'una república Balkar; els delegats van optar per la segona i el 17 de novembre de 1996, dos mesos abans de les segones eleccions presidencials a la república, van proclamar la República autònoma Balkar dins Rússia, van designar un govern i van demanar el suport de Ieltsin. Les autoritats van respondre amb una repressió i detencions massives. Als pocs dies Beppaev, va rebutjar la proclamació dient que el Congres havia estat forçar a fer-la per individuals balkars, i tot seguit Beppaev va dimitir i va demanar que es retirés la demanda d'una república, cosa que els delegats balkars van rebutjar. Poc després el general va rebre el seu premi entrant a la "nomenklatura".
El partit nacional balkar Tere o Tjore fou dissolt i prohibit i els seus líders empresonats i jutjats. Altres organitzacions balkars van ser clausurades entre elles "Gossovet Balkarii" ("Consell de l'Estat de Balkaria), il·legalitzada per decisió de la cort suprema a petició del fiscal general de la república.
El gener de 1997 el kabardí Kokov fou reelegit president, i altra vegada el 2002. El 2001 els líders de Tere (Tjore) de la línia dura van acusar als líders kabardins de discriminació i van demanar una trobada amb el president rus Putin, però no se'ls va escoltar.
En els anys posteriors al 1996 es va produir una reforma de la tinença de terra, que gairebé va permetre l'adquisició de terres, i va millorar una mica la situació dels balkars, fins llavors obligats a ser empleats dels kabardins. Però com que els càrrecs principals estaven en mans de kabardins aquestos foren els que més es van beneficiar dels negocis que van sorgir.

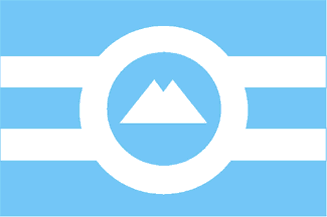
Bandera del Tere, en ús des del 1993, però no adoptada fins al 17 de novembre de 1996 i des d'aleshores bandera nacional balkar de facto

Una llei del març 2005 va integrar a la ciutat de Nalčik, de majoria kabardina, dos districtes de població balkar amb els pobles de Khasanya (o Hasania) i Belaya Rechka. L'alcalde (cap de l'administració local) de Khasanya, Artur Zokaev, va recórrer al tribunal suprem indicant que es tractava d'una violació de la constitució de la República i de Rússia. Es va convocar un referèndum en aquestes comunitats que no fou reconegut pel govern de la república, i fou prohibit pel jutjat de Nalčik a petició del fiscal general de la república, però Khasanya, sota l'impuls de Zokaev, el va tirar endavant pel dia 29 de maig de 2005. Zokaev fou assassinat la nit del 14 al 15 de maig (fou tirotejat i mort davant de casa seva) i després la cort suprema va rebutjar els seus arguments.. La mort de Zokaev mai es va investigar. Es van produir manifestacions demanant l'establiment d'una república separada (28 de maig del 2005) però les organitzacions independentistes havien estat prohibides en els darrers anys i, per tant, no van ser gens efectives. El restabliment del Congrés Nacional Balkar, que alguns volien demanar a les manifestacions, finalment fou eliminada, però Beppaev va rebre un vot de censura acusat de servir els interessos kabardins.
A la tardor del 2005 el nou president de la república, Arsen Kanokov, va establir una nova política agrària (llei 131) i es va aprovar una llei sobre límits entre comunitats, i el plenipotenciari presidencial al districte d'Elbruz, nomenat per l'anterior president Kokov i acusat d'afavorir els kabardins, fou substituït. El 2006 va anunciar que el 2007 començaria una privatització de la terra.
El 8 de març del 2007 una manifestació de balkars a Nalchik demanant el restabliment dels límits dels districtes de Balkària a la seva forma com era abans de la deportació del 8 de març de 1944 (llavors eren quatre districtes, ara només tres).

## Nota
1. ↑  aquestes dades requereixen cromprovació: l'Enciclopèdia del Islam, versió frances, volum I, pagina 1031, dona el 21 de gener de 1921 per la inclusió de la regió autonoma dins la república Muntanyenca, i l'1 de setembre de 1921 per la seva unió amb la regió dels kabardins